# Ingrid Persdotter
Ingrid Persdotter ist der Name einer fiktiven schwedischen Nonne, der lange Zeit die Autorschaft eines 1498 verfassten, stil- und literarhistorisch bedeutsamen Liebesbriefes an einen Ritter namens Axel Nilsson zugeschrieben wurde. Der Brief wurde von den schwedischen Romantikern und noch von August Strindberg intensiv rezipiert. Zweifel an der Authentizität des Briefes und seiner angeblichen Autorin, die Ende des 19. Jahrhunderts erstmals vorgebracht wurden, erhärteten sich im Laufe des 20. Jahrhunderts.
1959 erklärte der schwedische Literaturwissenschaftler Magnus von Platen den Brief in einem längeren Aufsatz zu einer Fälschung. Er wies nach, dass sich viele der im Brief genannten Namen und Ereignisse historisch nicht verifizieren lassen. Der Wertekosmos, der sich in dem Dokument manifestiert, war seiner Meinung nach dem endenden 15. Jahrhundert fremd. Auch sprachlich deutete für Platen wenig darauf hin, dass der Brief im Spätmittelalter entstanden wäre. Als Autor des Prosastückes kam für ihn der Theologe Nils Rabenius in Frage, der um 1700 in Uppsala wirkte und als schwedischer „Meisterfälscher“ gilt.
Auch wenn die Forschung heute davon überzeugt ist, dass der Brief fingiert ist, genießt er weiterhin hohes Ansehen als literarische Arbeit.

## Leben

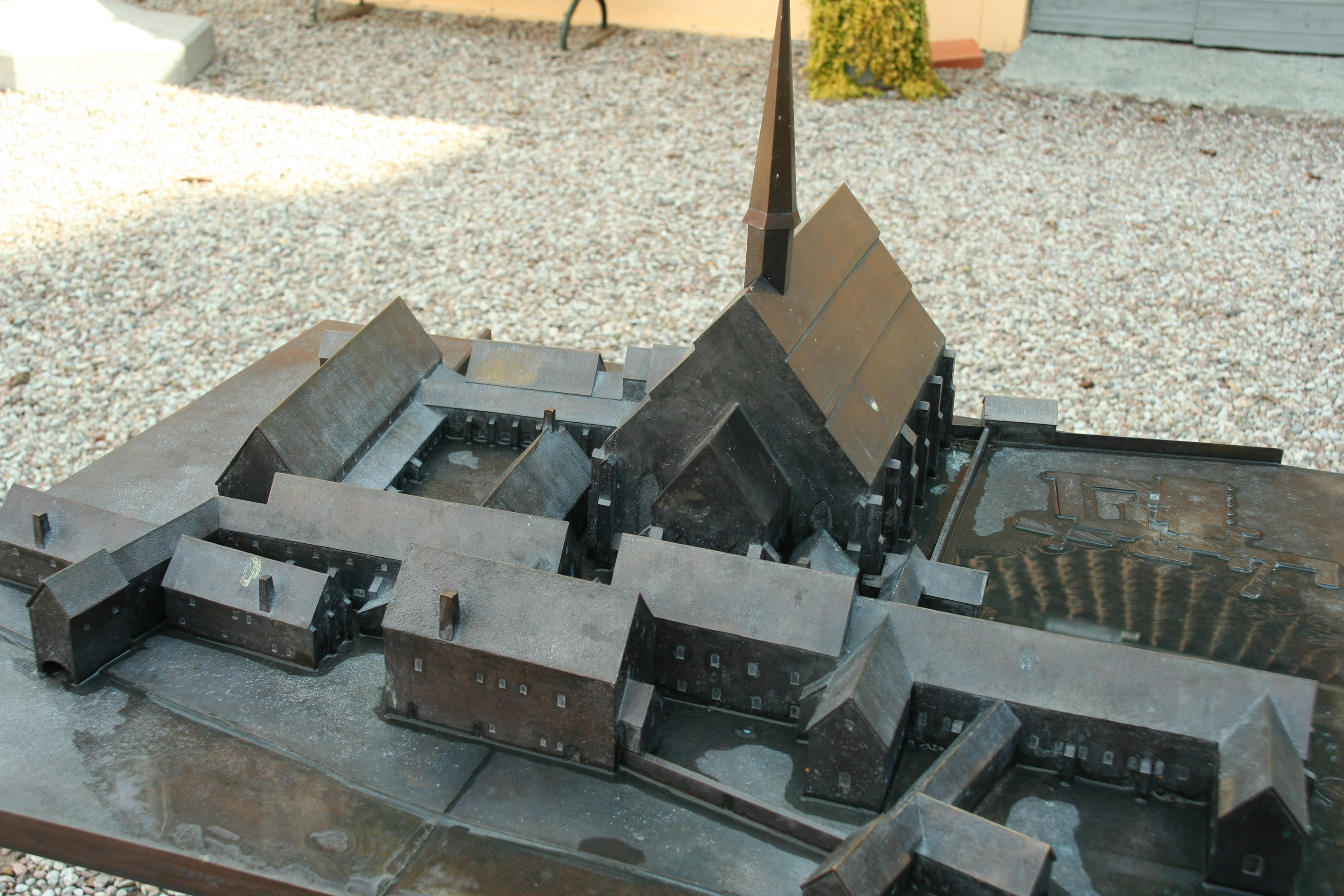
Modell des Klosters Vadstena um 1450

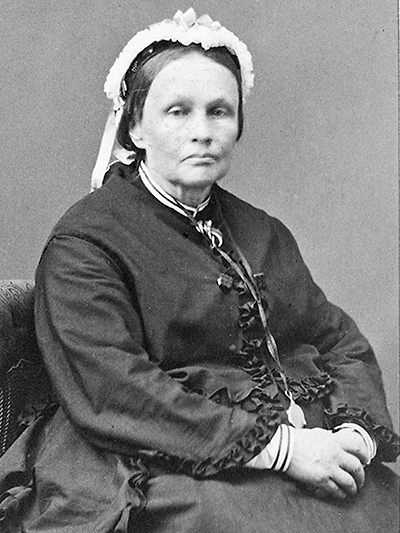
Wilhelmina Stålberg

Die wenigen publizierten Details über das Leben von Ingrid Persdotter stammen überwiegend aus dem 19. Jahrhundert, als ihr Liebesbrief im Kontext der schwedischen Romantik die Blütezeit seiner Popularität erlebte. Ingrid Persdotter soll Tochter des Bürgermeisters von Vadstena, Petri Jönsson, gewesen sein; ihr Geburtsdatum wurde allerdings nie mitgeteilt. Der Überlieferung zufolge soll die verbotene Liebschaft zu einem Adeligen, dem Ritter Axel Nilsson (auch Axel Nilsson Roos), dazu geführt haben, dass sie am 25. Oktober 1495 in das Kloster Vadstena des Birgittenordens eintrat. Das Paar konnte aufgrund des Standesunterschiedes nicht heiraten. Der Eintritt in das Kloster erfolgte nicht freiwillig, sondern mutmaßlich auf Druck der Eltern Ingrids. 1498 soll sie im Kloster einen längeren Liebesbrief an Axel Nilsson geschrieben haben. Der Name Ingrid Persdotters ist vor allem mit diesem Brief verknüpft; lange galt sie als eine der ersten bekannten Briefschreiberinnen Schwedens. Am 28. März 1524 soll Ingrid Persdotter im Kloster Vadstena gestorben sein.
An der Verbreitung dieser dürren Lebensdaten wesentlich beteiligt war die schwedische Schriftstellerin Wilhelmina Stålberg (1803–1872), deren historisch-romantische Romane sich im 19. Jahrhundert großer Beliebtheit erfreuten und auch ins Deutsche übersetzt wurden. Gemeinsam mit dem Verleger Per Gustaf Berg gab sie von 1864 bis 1866 das für die Frauengeschichte bedeutsame biografische Lexikon Anteckningar om svenska qvinnor (Aufzeichnungen über schwedische Frauen) heraus. Offenbar war es Stålberg und Berg bekannt, dass das Diarium des Klosters Vadstena für das Jahr 1498, das vermeintliche Datum des Briefes, keine Nonne namens Ingrid Persdotter aufweist. Historisch verbürgt dagegen ist eine Ingeborg Persdotter, die 1495 in das Kloster eingetreten war. Da Stålberg und Berg von der Historizität des Briefes – mitsamt dem Entstehungsdatum 1498 – überzeugt waren, identifizierten sie die tatsächlich nachweisbare Ingeborg Persdotter mit der überlieferten Briefschreiberin Ingrid Persdotter. Sie nennen sie in ihrem Lexikon Ingeborg Jönsson und berücksichtigen dabei, dass sie die Tochter des Bürgermeisters Petri Jönsson gewesen sein soll. Dabei unterlief ihnen eine historische Ungenauigkeit. Ende des 15. Jahrhunderts war es in Schweden nämlich noch nicht üblich, dass Kinder den Nachnamen des Vaters annahmen, diese Praxis bildete sich erst im 17. Jahrhundert allmählich heraus. Um 1498 waren Patronyme üblich. Der Name Ingeborg Persdotter (= Tochter von Petri/Per) ist ein solches Patronym.

## Liebesbrief

### Inhalt
Der Ingrid Persdotter zugeschriebene Liebesbrief hat einen Umfang von etwa sechs Buchseiten. Der Brief liegt in verschiedenen Versionen vor (vgl. Abschnitt Handschriften und Ausgaben), wobei es Variationen vor allem bezüglich der Rechtschreibung und einiger weniger Details gibt, die allerdings teilweise von einiger Bedeutung sind. Inhaltlich gibt es keine größeren Abweichungen.
Der Brief enthält keine namentliche Anrede. Die vermeintliche Autorin des Briefes, die Nonne Ingrid, bedankt sich bei dem vermeintlichen Empfänger, dem Ritter Axel Nilsson (dessen Name in einem Gesprächsreferat einmal kurz erwähnt wird), für sein letztes Schreiben. Ingrid erinnert sich freudig an das letzte Gespräch am Barbaratag und beteuert dem Ritter gegenüber ihre ewige Liebe und Treue. Sie schlägt von Beginn an einen hohen Ton an: „Gott gebe, ich könnte dir auf diesem Papier mein treues Herz erweisen, das liebevoll bis in den Tod mit dir verknüpft sein soll, solange ich in dieser elenden Welt lebe, und seien es 5000 Jahre.“
Ingrid kommt in dem Brief auf einen Vorfall zu sprechen, der möglicherweise ihre Einweisung in das Kloster zur Folge hatte. Sie bittet den Ritter, sich vor einer Frau namens Margareta in Acht zu nehmen, die „uns schon einmal Spott bereitet hat“, nämlich als sie Zeugin eines heimlichen Treffens von Ingrid und Axel auf einem Friedhof wurde und dabei beobachtete, wie Ingrid ein Brief aus dem Dekolleté fiel. Kurz darauf vergleicht Ingrid das Kloster mit einem Gefängnis:

”Aldrakiäreste Glädie, du weet wähl sielf, att iag med frij willja, och upsåth aldrig til desse reglor samtyckt, Mine föräldrar hafwa wähl min kropp i detta swåra fängelset inkastat, men hiertat och tanckarna kunna ey så snart ifrån werlden återkallas, Iag är en menniskia af kiött och blod, det qwinliga kiönet är swagt och bräckeliget som S. Paulus säger; Men ibland alla werdslige ting, tyckes mig ändå intet så hårdt gå til sinnes som det, att jag med tig, min hiertans Skatt, ey får lefwa och döö.”

„Allerliebste Freude, du weißt wohl selbst, dass ich mit freiem Willen und Vorsatz nie diesen Regeln [im Kloster] zustimmen könnte, meine Eltern haben zwar meinen Körper in dieses schwere Gefängnis geworfen, aber das Herz und die Gedanken können der Welt nicht so leicht entsagen, ich bin ein Mensch aus Fleisch und Blut, das weibliche Geschlecht ist schwach und gebrechlich, wie der heilige Paulus sagt, aber von allen weltlichen Dingen berührt mich doch nichts härter, als dass ich mit dir, meines Herzens Schatz, nicht leben und sterben darf.“

Auch im Folgenden thematisiert Ingrid immer wieder ihre Unfreiheit. Im Kontrast dazu erinnert sie sich an glücklich mit dem Ritter verbrachte Stunden. Axel spielte gerne im Hain auf der Harfe für sie. „Weißt du noch, wovon du sangst? Der Vogel, der einst so lebhaft im Wald sang, sitzt nun betrübt im Käfig. Wovon du damals kündetest, das ist nun mir beschieden.“ Daneben gibt Ingrid mehrfach Einblicke in das Klosterleben. Sie nennt einige Personen beim Namen, so z. B. die Nonne Kirstin Andersdotter, die sich zu Bertil, einem der Mönche im Bruderhaus, hingezogen fühlt. Dem Brief ist zu entnehmen, dass beide Frauen, Ingrid und Kirstin, für ihre Geliebten Mützen „verfertigt“ haben, die die Männer an die Frauen erinnern sollen. Die Schwestern und Brüder kämen zu „vielen eitlen Stunden“ zusammen, heißt es im Brief; sie würden Wein trinken, tanzen und miteinander „spielen“.
Ingrid berichtet dem Ritter außerdem, dass „unser Konfessor“ bald nach Marienkron, einem Birgittinerkloster bei Stralsund, aufbrechen werde. Der Bischof in Linköping wiederum habe sich zur Laurentiusmesse angekündigt, um „einige Personen“ zu weihen. Sie bittet Axel, ihrem Brief bald eine Antwort folgen zu lassen und wieder zum „äußersten Gesprächs-Tor des Schwesternhauses“ zu kommen, womit sie auf eine Öffnung in der Klostermauer anspielt, an der Begegnungen möglich waren. Der Brief endet mit einer Orts- und Zeitangabe sowie dem Absenderhinweis „Af Syster Ingrid Pährs Dotter“ (Von Schwester Ingrid Persdotter).

### Handschriften und Ausgaben
Der Brief liegt in mehr als 30 verschiedenen Handschriften vor, die überwiegend im späten 17. und im frühen 18. Jahrhundert entstanden sind. Die beiden ältesten Handschriften stammen aus den Jahren 1677 und 1682. Diese Handschriften weichen von allen übrigen durch ihre markant altertümliche Rechtschreibung ab. Während die meisten Handschriften am Briefende die Datumsangabe „1498“ enthalten, vermerken die  beiden ältesten Handschriften die Jahresangabe „1445“.
Auch gedruckte Ausgaben des Briefes gibt es in großer Zahl. Der Historiker Petter Dijkman (1647–1717) veröffentlichte in seinem 1703 publizierten Werk Antiquitates ecclesiasticae eller gamle swenske kyrkie-handlingar kurze Auszüge aus dem Brief. Eine erste vollständige Fassung des Briefes erschien 1708 als Teil einer anonym herausgegebenen Sammlung volksliterarischer Schriften unter dem Titel Trenne kortta Relationer (Drei kurze Erzählungen). Allerdings fiel das schmale Buch in die Ungnade des Buchzensors Gustaf Lillieblad, der es als „förargelig lättfärdig skrifft om hvarjehanda Älskogs-saker“ (ärgerlich leichtfertige Schrift über allerhand Liebeshändel) bezeichnete und verbieten ließ. Es dürfte also nicht viele Leser erreicht haben. Warum die Zensur einschritt, lässt sich nicht mehr zweifelsfrei klären. Magnus von Platen gab zu bedenken, dass der Brief stark vom gängigen „Frauen- und Liebesideal“ um 1700 abweicht, da sich hier (vermeintlich) eine Frau völlig freimütig zu ihrer Liebe und Leidenschaft bekennt. Dies könnte die Obrigkeit brüskiert haben. Möglich ist allerdings auch, dass die Familie einer Grafentochter, der das Büchlein gewidmet war, wenig glücklich über diese Art von Öffentlichkeit war.
Allein im Lauf des 18. Jahrhunderts wurde der Brief in fünf weiteren Editionen verbreitet. Auch danach wurde er immer wieder veröffentlicht. Eine Übersicht über frühe Drucke des Briefes gab 1834 der Theologe und Literaturhistoriker Peter Wieselgren.

### Rezeption
Einen  ersten Höhepunkt der literarischen Rezeption erlebte Ingrid Persdotter zur Zeit der schwedischen Romantik, die sich lebhaft für das Mittelalter interessierte und außerdem in dem vermeintlichen Brief der Nonne eigene Wertvorstellungen wie Sensibilität, Individualität und eine starke Gefühlsbetontheit widergespiegelt sah. Einer der führenden Theoretiker der Romantiker in Schweden, der Kritiker Lorenzo Hammarsköld (1785–1827), nannte das Dokument 1818

”[…] ett bref, mot hvilket Popes rhetoriskt hoprimmade och så ofta berömda heroid är af ingen betydenhet. Ty, hvad der är matt tillkonstling och eftersökt pathos, är här kraftig, egentlig naivitet och i hjertats innersta djup glödande passion.”

„[…] einen Brief, gegen den Popes rhetorisch zusammengereimter und so oft gerühmter Versbrief [= Eloisa to Abelard, 1717] vergleichsweise von keiner Bedeutung ist. Denn was dort matte Gekünsteltheit und bemühtes Pathos ist, ist hier kräftige, ursprüngliche Naivität und glühende Leidenschaft in der innersten Tiefe des Herzens.“

Der französische Germanist und Skandinavist Xavier Marmier bezeichnete in seinem 1839 erschienenen Buch Histoire de la littérature en Danemark et en Suède den Brief als „le premier monument de la prose suédoise“ (erstes Monument schwedischer Prosa) und schloss sich dem Urteil Hammarskölds mit den Worten an: „On y verra que le cœur est toujours le plus éloquent des poetes“ (Man sieht, dass das Herz immer der beredteste Dichter ist). Marmier übersetzte größere Teile des Briefes ins Französische. Noch feierlicher als Hammarsköld und Marmier kommentierte der Schriftsteller und Jurist Constans Pontin den Brief 1846 in einem Buch über Vadstena: „In diesem Brief verbergen sich eine tiefere Wehmut und eine reichere Poesie als in manchen Gesammelten Werken […] Mich hat er zu Tränen gerührt.“

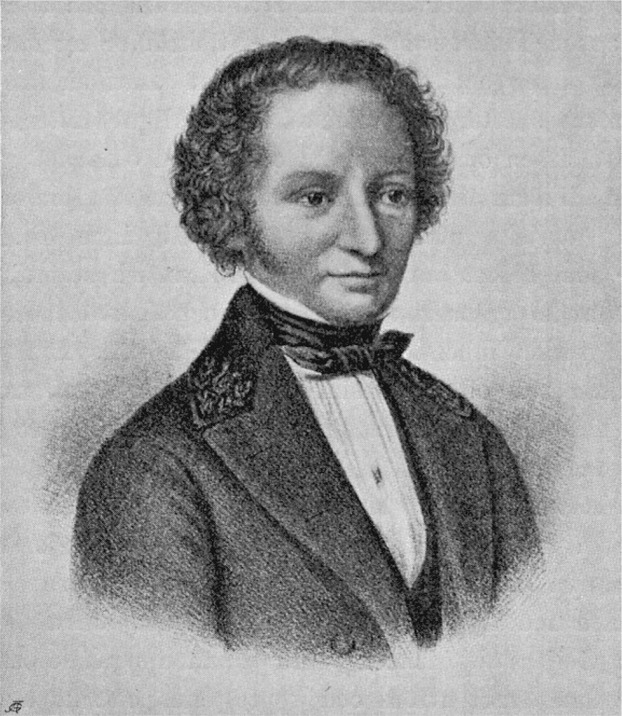
P. D. A. Atterbom

Wie schon Hammarsköld verglich einer der prominentesten schwedischen Romantiker, Per Daniel Amadeus Atterbom, das Schicksal Ingrid Persdotters mit dem der jungen Héloïse, deren Liebe zu ihrem Lehrer Abaelard im 12. Jahrhundert tragische Züge annahm. Der Liebesbrief Ingrids sei von „wahrem und tiefem Leiden“ durchglüht und brauche den Vergleich zu den berühmten lateinischen Briefen Héloïses nicht zu scheuen. Er lege auch ein Zeugnis von der vortrefflichen „Frauenzimmerbildung“ ab, die man in vornehmeren Kreisen der Mittelschicht im Spätmittelalter antreffen konnte. Als der dänische Dichter Hans Christian Andersen auf einer seiner zahlreichen Reisen das schwedische Birgittinenkloster besuchte und bei der Gelegenheit vom Liebesbrief der Nonne erfuhr, bezeichnete auch er Ingrid als „Vadstenas Heloise“. Durch ihren Brief öffneten sich „die Geschichten vieler, klar und menschlich“.

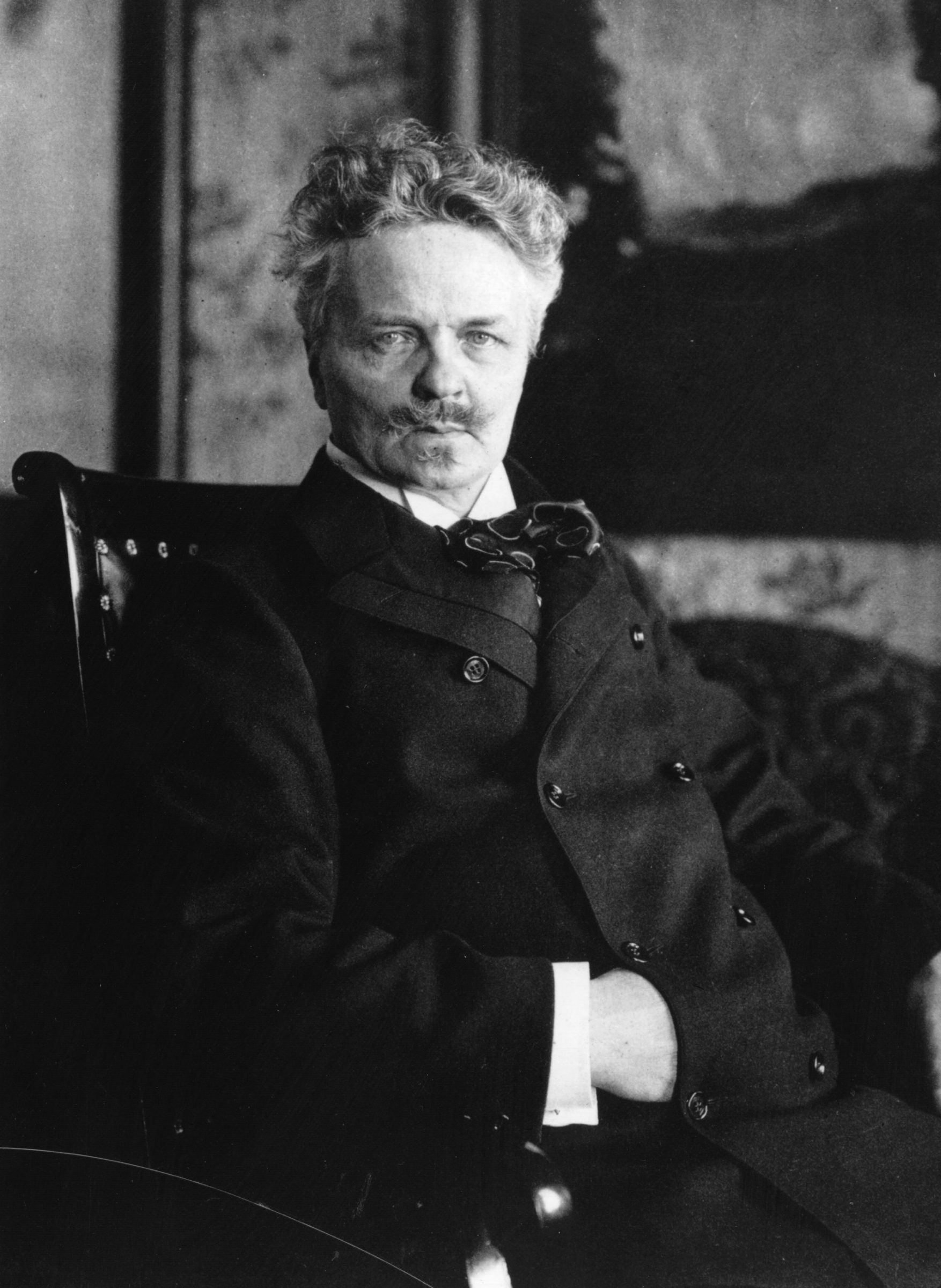
August Strindberg

Starken Eindruck machte der Brief auf August Strindberg, den bedeutendsten Wegbereiter der Moderne in Schweden. 1882 behauptete er in seinem kulturhistorischen Werk Das schwedische Volk (Svenska folket), der Brief sei „schöner und vor allem wahrer“ als alle Romane des Mittelalters. Der Einfluss des Briefes ist in mehreren seiner Theaterstücke nachweisbar. Die Versfassung seines ersten bedeutenden Dramas, Meister Olof (Mäster Olof) aus dem Jahr 1876, beginnt mit einer breiten Schilderung des Sittenverfalls in den Klöstern, wobei das Schmuggeln von Briefen und das Liebesspiel zwischen Brüdern und Schwestern explizit als Beispiele genannt werden. Allerdings stellt der Text diese Regelbrüche nicht einseitig als verwerflich dar. Novicius, einer der Mönche, verweist auf seine Jugend und hält es in einer längeren Replik nicht für unnatürlich, „einen freundlichen Blick“ der Schwestern zu erwidern. Noch gegenwärtiger ist der Brief in der 1880 publizierten Komödie Das Geheimnis der Gilde (Gillets hemlighet), die im Jahr 1402 in Uppsala spielt. Cecilia bezeugt ihre gesellschaftlich nicht anerkannte Liebe zum Bildhauer Sten in Formulierungen, die fast wörtlich dem Brief Ingrids entnommen sind:

”Aldra käraste hjärtans glädje. Gud give jag kunde utvisa dig mitt trofasta hjärta som med dig skall in i döden vara förenat så länge jag lever i denna osälla världen, fast det än vore i femtusen år.”

„Allerliebste Freude meines Herzens. Gott gebe, ich könnte dir mein treues Herz erweisen, das bis in den Tod mit dir vereint sein soll, solange ich in dieser unseligen Welt lebe, und seien es 5000 Jahre.“

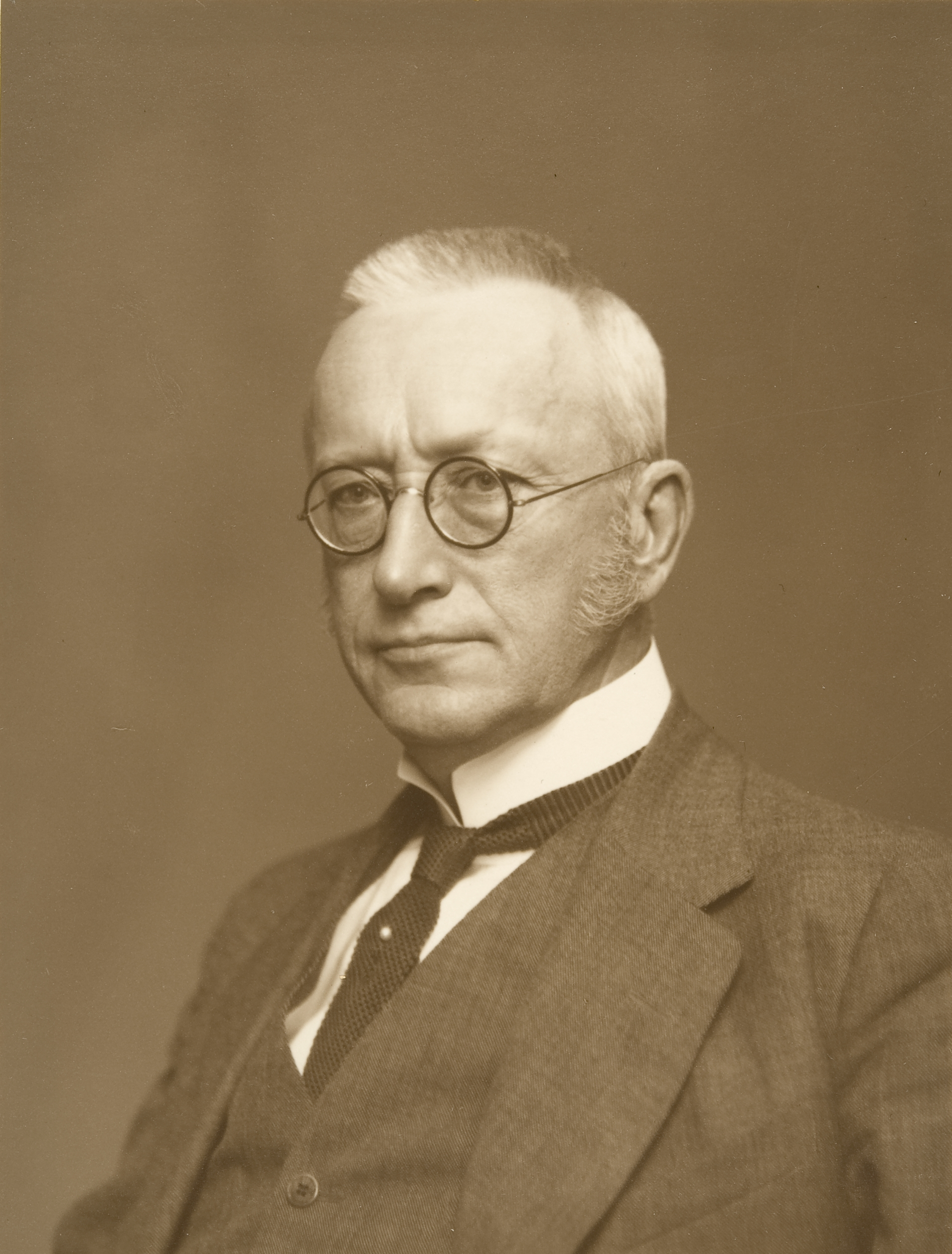
Mikael Lybeck

Auch in weiteren Texten Strindbergs lassen bestimmte Formulierungen an Ingrids Brief denken. In Frau Margit (Herr Bengts hustru) aus dem Jahr 1882 lässt die Nonne Margit ihrem Liebhaber, einem Ritter, über einen Verwalter heimliche Briefe zukommen. Ihrem Beichtvater gegenüber beschreibt sie die beginnenden Gefühle der (gesellschaftlich unmöglichen) Liebe mit den Worten: „Mein Herz sprang aus meiner Brust wie ein Vogel aus seinem Käfig, wenn er hinaus will.“ Die Vogel-Käfig-Metaphorik hatte bereits Ingrid gewählt.
Der letzte bedeutende Autor, der sich stark auf Ingrids Brief bezog, war der finnlandschwedische Schriftsteller Mikael Lybeck. Er veröffentlichte 1887 in der Finsk Tidskrift ein Gedicht mit dem Titel Vadstenanunnan (1498) (Die Vadstena-Nonne (1498)). Die elf Strophen des Textes paraphrasieren bekannte Motive aus dem Liebesbrief in Reimform, zum Beispiel das Harfenspiel in der Natur und die dabei erlebte innige Zweisamkeit. 1890 nahm Lybeck das Gedicht in sein Debütbuch Dikter (Gedichte) auf.

## Zweifel an der Authentizität

### Diskussion um 1890
Bis weit in die zweite Hälfte des 19. Jahrhunderts hinein galt der Liebesbrief aus Vadstena als echt. Zu Strindbergs Zeiten begann die quellenkritische Forschung jedoch, Zweifel an der Authentizität des Briefes und seiner Verfasserin anzumelden. Strindberg selbst wollte dies nicht wahrhaben und war empört darüber, dass die „Echtheit [des Briefes] ohne Beweis in Frage gestellt“ wurde. Der Nestor der schwedischen Literaturgeschichtsschreibung, Henrik Schück, schrieb 1890 in seiner Svensk litteraturhistoria, der Brief habe „unbestreitbar seine Verdienste, [sei] aber wahrscheinlich eine Fälschung aus dem Ende des 17. Jahrhunderts“. Etwa zur gleichen Zeit hielt der Archivar Carl Silfverstolpe den Brief in einem Zeitschriftenaufsatz für einen „lyckadt skämt“ (gelungenen Scherz). Den unbesorgten Umgang der Brüder und Schwestern miteinander, deren Gelage und Liebesspiel, bezeichnete er als „einigermaßen überraschende Offenbachiade“.
Kurz darauf änderte Henrik Schück jedoch seine Meinung. Er hatte in der Universitätsbibliothek Uppsala eine Handschrift gefunden, die Teile des Briefes enthielt und angab, nach einer Kopie hergestellt zu sein, die „1677 mit dem Original selbst verglichen“ worden war. Bei Schücks Fund handelt es sich um die zweitälteste der bekannten Handschriften des Briefes aus dem Jahr 1682. Die Sprache in diesem Dokument ist im Vergleich zu fast allen anderen Handschriften sehr viel altertümlicher. Von der Rechtschreibung her lässt sich die Uppsala-Handschrift mit der gedruckten Fassung vergleichen, die Dijkman 1703 in Auszügen herausgegeben hatte. Angesichts seines Fundes sprach Schück nun von „wirklicher Mittelaltersprache“. Im Gegensatz zu Silfverstolpe war Schück der Meinung, dass der Brief recht genau die historischen Verhältnisse im Kloster Vadstena beschreibt. Die Existenz eines „Gesprächs-Tors“, an dem Kontakt mit der Außenwelt gehalten werden konnte, sei kaum zu erfinden gewesen. Auch hätte ein Fälscher des 17. Jahrhunderts nicht wissen können, dass sich das Kloster Marienkron in einem Tochterverhältnis zu Vadstena befand oder dass es im Verantwortungsbereich des Bischofs von Linköping lag, Novizen in Vadstena zu weihen. Dass Ingrid ihren Ritter so eindringlich vor Margareta warne, sei als typisches Misstrauen gegenüber Denunzianten zu verstehen, wie es im Spätmittelalter üblich gewesen sei und sich auf frappierend ähnliche Weise auch im mittelalterlichen Gedicht Klosterjungfrun (Die Klosterjungfer) ausdrücke.

### Magnus von Platen
Dieser Auffassung traten bereits 1901 die Teilnehmer der Jahrestagung der Svenska Fornminnesföreningen (etwa: Gesellschaft der schwedischen Altertumswissenschaft) entgegen, die in Vadstena stattfand. Die Sprache des Briefes sei „ein deutlicher Beweis“, dass er nicht echt sein könne; außerdem sei es „widersinnig“, einer Frau die Verfasserschaft zuzuerkennen, da im 15. Jahrhundert die wenigsten Menschen ihren Namen hätten schreiben können. Erhebliche Zweifel meldeten in der Folge auch der finnlandschwedische Literaturwissenschaftler Henrik Hildén (1920) und der Stockholmer Poetik-Professor Henry Olsson an, der den Brief der Nonne 1936 – eher en passant – als Fälschung einschätzte. Intensiv setzte sich 1959 in einem längeren Forschungsbeitrag der Literaturwissenschaftler Magnus von Platen mit den Argumenten Schücks auseinander. Sie seien, so Platen, nicht sehr überzeugend. Denunziantentum habe es zum Beispiel im 17. Jahrhundert genauso sehr gegeben wie im 15. Jahrhundert. Namen und Ereignisse, die im Brief genannt werden, ließen sich historisch überhaupt nicht verifizieren – was selbst dann argwöhnisch machen müsse, wenn man großzügig Lücken in der Überlieferung annehme. Wenn man gewillt sei, die gegen Ende des 15. Jahrhunderts historisch verbürgte Ingeborg Persdotter für die vermeintliche Briefautorin Ingrid Persdotter zu halten, passe dies nicht zur Zeitangabe „1445“ in den ältesten Handschriften, die doch die „wirkliche Mittelaltersprache“ enthalten sollten, also authentisch seien. Die Zeitangaben im Brief seien ohnehin verwirrend und widersprüchlich.
Magnus von Platen weist darauf hin, dass Merkmale wie die Gefühlsbetontheit, der Subjektivismus und die Sentimentalität, die im Brief deutlich ihre Spuren hinterlassen hätten, mit „unseren Kenntnissen“ vom 15. Jahrhundert nicht vereinbar seien. „Romaneske Elemente“ wie das liebende Mädchen, das von hartherzigen Eltern eingesperrt wird, Wonnestunden „im Hain“, die bösartige Margareta, die Gespräche belauscht, seien „too good to be true“ (zu gut, um wahr zu sein). Auch sei die Kommunikationsstruktur verräterisch: der Brief teile alle Zusammenhänge mit, die ein außenstehender Leser brauche, um dem Text folgen zu können, erwähne dabei aber auch reihenweise Details, die einem authentischen Rezipienten wie Axel Nilsson längst bekannt, damit aber überflüssig gewesen wären. Wörter wie „verfertigen“ oder auch „Person“ (statt persona) seien im Mittelalter noch nicht bekannt gewesen. Die „du“-Anrede im Brief hält Platen für einen Anachronismus; in Briefen um 1500 treffe man ausschließlich die Anreden „Ihr“ und „Euch“ an. Die zahlreichen Danismen im Text spiegeln seiner Meinung nach eine Auffassung vom spätmittelalterlichen Schwedisch wider, wie sie um 1700 geherrscht habe.

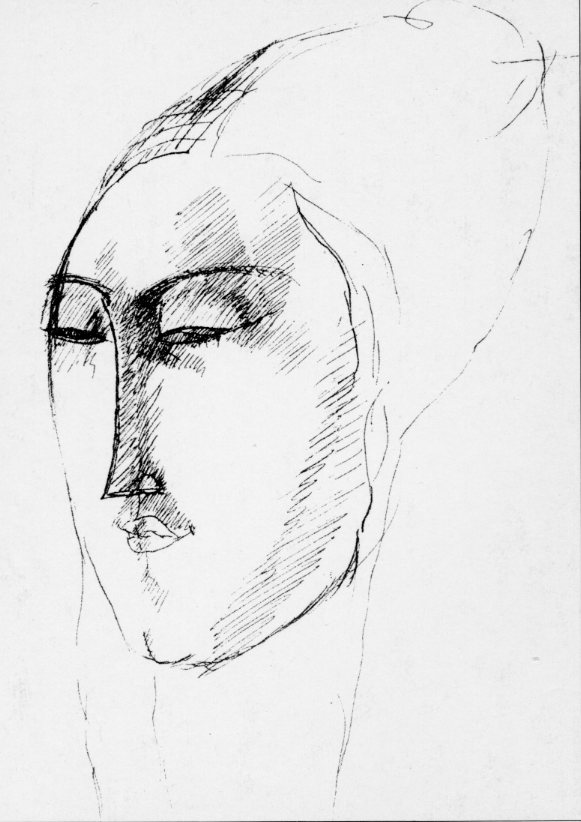
Mariana Alcoforado, (Phantasie-)Zeichnung von Amedeo Modigliani

Aufgrund all dieser Befunde sei der Brief nicht einmal eine besonders geschickte Fälschung, eher müsse man von einer „Briefnovelle“ von nicht unbedeutender literarischer Qualität sprechen. Magnus von Platen kann auch eine Reihe von Texten aus der Zeit vor 1700 nennen, die den Autor dieser Novelle deutlich inspiriert hätten, so etwa die Tragödie Blanckamäreta des Jesuiten Johannes Messenius, die 1614 erstmals erschien und um 1660 zum fünften Mal aufgelegt wurde. Das Stück handelt im sechsten (sic) Akt von einer jungen holsteinischen Adeligen namens Ingerdh, die ohne eigenes Verschulden „zu Fall“ kommt und deshalb gezwungen wird, in das Kloster Vadstena einzutreten. Dort klagt sie der Heiligen Birgitta und zwei Nonnen in einem Gespräch ihr Leid. Sie habe „kein Nonnenfleisch“ und wäre „lieber in der Welt geblieben“. Es gehe ihr gegen das Herz, dass sie „ohne Mann alleine schlafen“ müsse; im Kloster würde sie „lebend sterben“. Daneben sei dem Briefautor vermutlich der Briefwechsel zwischen Héloïse und Abaelard bekannt gewesen, der 1616 veröffentlicht wurde und nach 1675 an Popularität gewann, als eine Biografie des Liebespaares auch die Briefe in französischer Übersetzung enthielt. Eine weitere Quelle des Fälschers vermutet Platen in den fünf Liebesbriefen der portugiesischen Nonne Mariana Alcoforado, die 1669 in mehreren Auflagen in Paris erschienen und in ganz Europa als Sensation gehandelt wurden. Diese fünf Briefe voller Leidenschaft, „ein tragischer Monolog nicht nachlassender Gefühlsstärke“ (Platen), erwiesen sich später ihrerseits als Fälschung (des französischen Übersetzers Gabriel de Guilleragues), was das Publikum im 17. Jahrhundert jedoch nicht wissen konnte.
Wer die Fälschung – vermutlich Ende des 17. Jahrhunderts – ausgeführt hat, lässt sich kaum noch zweifelsfrei beweisen. Den ersten Herausgeber von Auszügen des Briefes, Petter Dijkman, hat Magnus von Platen nicht im Verdacht, da er zeit seines Lebens als gewissenhafter und zuverlässiger Forscher galt. Für eher wahrscheinlich hält es Platen, dass eine Person aus dem Umkreis von Dijkman die Nonne Ingrid und deren Brief erfunden hat. Er denkt hier an den Theologen Nils Rabenius (1648–1717), der zeitweise als Geistlicher am Hof des schwedischen Königs Karl XII. wirkte und auch an dessen Feldzug gegen die Dänen im Jahr 1700 teilnahm. Rabenius war ein eifriger Sammler von alten Urkunden und historisch sehr bewandert. Allerdings hatte er in Uppsala auch den Ruf, eine Art Eulenspiegel-Figur zu sein, die es liebte, sich theatral zu inszenieren. In jungen Jahren wurde er beschuldigt, eine Ernennungsurkunde zu seinen Gunsten gefälscht zu haben. Als gesichert gilt, dass er weitere Dokumente fingierte, zum Beispiel eine angebliche päpstliche Bulle aus dem Jahr 954. Das Interesse Rabenius' für das schwedische Mittelalter, die Heilige Birgitta und das Klosterwesen ist gut dokumentiert. Der Historiker Nils Ahnlund schreibt ihm neben anderen Fälschungen auch das Lied über eine Nonne namens Elisif Eriksdotter zu, die angeblich im 14. Jahrhundert im Kloster Riseberga lebte. Das Lied wurde Anfang des 18. Jahrhunderts in mehreren Auflagen veröffentlicht. Der Autor des Liedes, vermutlich Rabenius, wandte erhebliche Mühe auf, die Sprache des Mittelalters nachzubilden, allerdings mit wechselndem Geschick. Daneben ist Nils Rabenius sehr wahrscheinlich der Autor einer in Schweden noch im 20. Jahrhundert bekannten Robinsonade um den Protagonisten Peter Sparre, der von Spanien aus nach Westindien aufbricht und auf einer unbekannten Insel strandet. Diese Arbeit des „Meisterfälschers“ zeugt, genauso wie Ingrids Liebesbrief, von erheblichem literarischen Talent.
Machen bereits diese Umstände Nils Rabenius zu einem möglichen Autor des Vadstena-Briefes, steigt die Wahrscheinlichkeit dafür noch durch die persönliche Bekanntschaft mit Petter Dijkman. Beide Männer waren etwa gleich alt, besuchten das Gymnasium von Västerås und nahmen zur selben Zeit ein Studium in Uppsala auf, wo sie im Wohnheim derselben Studentnation (Västmanlands-Dala Nation) unterkamen. Platen hält es für plausibel, dass sich Dijkman, der seine Antiquitates ecclesiasticae (mit Auszügen aus Ingrids Brief) bereits um 1678 fertiggestellt hatte,  mit Rabenius über sein Publikationsvorhaben austauschte. Rabenius, der bei ähnlichen Gelegenheiten unter anderem auch Haquin Spegel täuschte, fertigte daraufhin offenbar zunächst eine der moderneren Versionen des Briefes an und zeigte sie seinem Freund. Dijkman zeigte sich fasziniert von dem Brief und sprach rasch die Vermutung aus, dass der Text auf ein Original im Mittelalter zurückgehen müsse, was sehr viel später auch der Literaturwissenschaftler Schück behauptete. Rabenius zögerte anschließend nicht – so Platens Hypothese – dieses „Original“ selbst zu fabrizieren. Daraus teilte Dijkman in seinem Buch Auszüge mit. Das „Original“ selbst ist heute nicht mehr auffindbar und wurde möglicherweise schon von Rabenius selbst wieder vernichtet; seine Textgestalt lässt sich durch die ältesten Handschriften, Abschriften des „Originals“, nur noch erahnen. Der qualitätsbewusste Rabenius könnte sich, so Platen, dazu entschieden haben, modernere Versionen und Abschriften seiner Fälschung zirkulieren zu lassen, da dort Fehler schwerer nachweisbar waren.

## Beurteilung heute
Trotz etlicher Indizien und einer hohen Wahrscheinlichkeit muss es Spekulation bleiben, Nils Rabenius als Autor des Ingrid Persdotter zugeschriebenen Briefes auszuweisen. Seit der Studie von Magnus von Platen sind indes keine Gegenbeweise gegen die These vorgelegt worden. In der mediävistischen Forschung wird heute nicht mehr daran gezweifelt, dass es sich bei dem angeblich spätmittelalterlichen Brief um eine Fälschung handelt. Der Archivar Ingemar Carlsson hielt den Text 1999 für „ein rein literarisches Produkt“, das „keinesfalls echt“ sei. Das zuletzt 2015 aktualisierte schwedische Diplomatarium über Briefe aus dem Mittelalter führt den Brief als „falsch/fingiert“. Da die Diskussion um den Brief aber fast ausschließlich auf Schwedisch erfolgte, sind deren Resultate international noch nicht überall beachtet worden. Noch 1986 (und erneut 2008 in einer Online-Ausgabe) wurden im ersten Band der renommierten, von George Richard Potter und weiteren Fachwissenschaftlern herausgegebenen New Cambridge Modern History die sogenannten Love Letters [im Plural!] von Ingrid Persdotter als historische Dokumente gewürdigt. Allerdings war für die Publikation mit Harold Lawton ein Frankoromanist mit dem Brief befasst, der sich zuvor nicht als genuiner Kenner der skandinavischen Kultur bemerkbar gemacht hatte. Außerdem erschien die Erstauflage des ersten Bandes der New Cambridge Modern History bereits 1957, also kurz vor der wegweisenden Arbeit Platens. Seit der Erstauflage blieb der Abschnitt über Ingrid Persdotter unverändert. In der 2020 ebenfalls in Cambridge erschienenen Abhandlung The Story of Lutheran Sects von Aarne Ruben werden die überlieferten Lebensdaten und einige Briefzitate von Ingrid Peersdotter wiedergegeben, ohne dass in Erwägung gezogen wird, dass das Dokument falsch sein könnte.
Daneben wird auch in populärwissenschaftlichen und journalistischen Texten sowie in analog und digital verbreiteter Reiseliteratur so gut wie nie darauf aufmerksam gemacht, dass Ingrids Liebesbrief als Fälschung anzusehen ist. Das Brooklyn Museum, das als Teil der feministischen Installation The Dinner Party von Judy Chicago 999 Namen von historisch bedeutsamen Frauen präsentiert, darunter den von „Ingrida“ (= Ingrid Persdotter), weist in begleitenden Informationen auf den (angeblich) 1498 entstandenen Brief der Nonne hin. Das Museum bezieht sich explizit auf die Arbeit von „Wissenschaftlern“ (scholars), erwähnt die öfter herausgestellten Parallelen zwischen Ingrid und Héloïse – jedoch in keiner Weise, dass die Forschung die Authentizität Ingrids bestreitet.
Zu allen Zeiten ist das stilistisch und literarisch hohe Niveau des Briefes gewürdigt worden. Manche Romantiker wie der Publizist Johan August Hazelius (1797–1871) hielten Ingrids Epistel für „den schönsten Liebesbrief“, den sie je gelesen hatten und stellten sie Werken von Rousseau und Pope mindestens an die Seite. Philologen im 19. Jahrhundert nannten den Brief „ein kleines stilistisches Meisterstück“. Selbst Forscher, die davon überzeugt waren, dass es sich bei dem Brief um eine Fälschung handelt, wiesen ihm „einen prominenten Platz in der Geschichte der schwedischen Prosa“ zu. Magnus von Platen bezeichnete den Brief als „einen der interessantesten Beiträge profaner Kunstprosa aus der schwedischen Großmachtzeit“.